# The Voyage Out
The Voyage Out (deutsch: Die Fahrt hinaus) ist der erste Roman von Virginia Woolf. Er wurde 1915 veröffentlicht und ist noch im konventionellen Stil der damaligen Zeit gehalten.

## Handlung
The Voyage Out ist die Geschichte von Rachel Vinrace, einer 24-jährigen jungen Frau, die ohne Geschwister bei zwei Tanten aufgewachsen ist. Ihr Vater, Willoughby Vinrace, ist Reeder und nimmt sie mit auf eine Fahrt nach Südamerika. Mit an Bord sind Onkel und Tante von Rachel, das Ehepaar Ambrose. Sie fahren von London über Lissabon nach Südamerika, wo die Ambroses einen Urlaub verbringen wollen und Willoughby Vinrace geschäftlich zu tun hat. Helen Ambrose schlägt ihrem Schwager vor, Rachel zu sich zu nehmen, während er mit dem Schiff weiterfährt.
In einem Küstenort namens Santa Marina, für den es keine geografische Entsprechung in der realen Welt gibt, lassen sich die Ambroses mit Rachel in einer Villa nieder. Doch das Leben dreht sich vor allem um ein nahe gelegenes Hotel, in dem eine Kolonie englischer Urlauber wohnt. Schnell bilden sich tatsächliche und potenzielle Liebespaare: Susan Warrington verlobt sich mit dem Rechtsanwalt Arthur Vennington, ebenso Rachel Vinrace mit dem künftigen Schriftsteller Terence Hewet; dessen Freund St. John Hirst verehrt still die verheiratete Helen Ambrose, der Rechtsanwalt Perrott wird von Evelyn Murgatroyd abgewiesen. Auslöser dieser Verwicklungen sind ein Ausflug, den die Hotelgäste auf einen Berg unternehmen, sowie eine mehrtägige Exkursion den Fluss hinauf in ein Eingeborenendorf. Ob als Folge der Flussfahrt bleibt offen – Rachel Vinrace erkrankt an einem Fieber, an dem sie schließlich stirbt. Der frisch verlobte Terence Hewet muss sich ihrem Tod stellen.

## Themen
Ein Thema sind die sich langsam erweiternden Möglichkeiten, die Frauen offenstehen. In den Worten von Terence Hewet: „‚Ich bin häufig Straßen, in denen Menschen in einer Reihe leben und ein Haus wie das andere aussieht, entlang gegangen und habe mich gefragt, was zum Himmel die Frauen da drinnen machen‘, sagte er. ‚Denkt mal: Wir haben Anfang des 20. Jahrhunderts und bis vor ein paar Jahren ist keine Frau aufgetreten und hat irgendetwas gesagt. Dieses sonderbare, stumme, nicht dargestellte Leben ging all diese Tausende von Jahre im Hintergrund weiter. Natürlich haben wir immer über Frauen geschrieben – sie missbraucht, sie verhöhnt oder sie verehrt; aber es ist nie von den Frauen selbst gekommen.‘“
Die Hotelgäste gehören einer sozialen Schicht an, die sich um ihr Einkommen keine Sorgen machen muss. Viele Männer sind Gelehrte oder wollen Schriftsteller werden, aber auch eine der Frauen, Miss Allan, arbeitet an einer Literaturgeschichte. Virginia Woolf spielt an den verschiedenen Liebespaaren, den langjährig verheirateten Ehepaaren, aber auch an der allein lebenden Miss Allan die verschiedenen Lebensperspektiven durch, die sich einer Frau aus der Oberschicht bieten.
Die Autorin hatte bis dahin eine Reise ans Mittelmeer unternommen, aber nie Südamerika besucht. Entsprechend kenntnisarm fällt ihre Beschreibung des Kontinents aus. Die Einheimischen und die anderssprachigen Hotelgäste bilden nur eine Kulisse, die von den handlungstragenden Engländern kaum wahrgenommen wird.

## Publikationsgeschichte
Virginia Woolf hat an The Voyage Out mehr als vier Jahre lang gearbeitet. Nach Angaben ihres Ehemanns Leonard schrieb sie dabei das Manuskript fünfmal von Anfang bis Ende neu. Ihr Halbbruder Gerald Duckworth akzeptierte es im April 1913 zur Veröffentlichung. Es wurde damit eines von zwei Büchern von Virginia Woolf, die nicht in der Hogarth Press erschienen sind; dieser Verlag erwarb erst 1929 die Rechte.
Die Zeit bis zur Veröffentlichung muss Virginia Woolf als extrem belastend erlebt haben. Im Juli 1913 kündigte sich erneut ihre Krankheit an, und am 9. September versuchte sie sich das Leben zu nehmen. Ihr Ehemann Leonard Woolf verschob deswegen die Publikation, was Virginias Leiden jedoch nur verlängert zu haben scheint. Im Februar/März 1915 erlitt sie einen Rückfall. Das Buch erschien schließlich am 26. März 1915, und danach besserte sich ihr Zustand langsam.
Das Buch wurde von der Kritik freundlich aufgenommen, verkaufte sich jedoch schlecht. Bis 1929 waren erst 479 Exemplare abgesetzt worden, und Virginia Woolf hatte daraus lediglich 26 Pfund 2 Shilling 10 Pence eingenommen. Für das Ehepaar Woolf entstand damit die Frage, ob die beiden Schriftsteller überhaupt vom Verkauf ihrer Bücher würden leben können. Erst als Virginia Woolf durch ihre späteren Bücher berühmt geworden war, verkaufte sich auch ihr Erstlingswerk.

## Biografischer Hintergrund
Laut ihren Biografen George Spater und Ian Parsons ist The Voyage Out ein ausgesprochen biografisches Buch. Rachels Tante und Onkel, Mr. und Mrs. Ambrose, sind demnach mit Virginia Woolfs Eltern gleichzusetzen, Helen Ambrose habe aber auch Züge von Vanessa Bell; Rachels Fieberdelirium ähnele den Delirien während Virginias Zusammenbrüchen. Die Figur St. John Hirst sei nach Lytton Strachey gezeichnet. Das Schiff heißt Euphrosyne nach einem Buch mit Jugendversen unter anderem von Strachey und Leonard Woolf.
Virginia Woolf entwirft Rachel Vinrace als weltfremdes Mädchen, das noch nicht einmal von der Liebe zwischen Mann und Frau weiß. So kann es die damit verbundenen Gefühle völlig neu entdecken. Rachel Vinrace und ihr Verlobter Terence Hewet denken über die Ehe, die Verschiedenheit von Mann und Frau – die Suffragetten-Bewegung wird mehrfach erwähnt – sowie über die Möglichkeit nach, von der Arbeit als Schriftsteller zu leben. Das sind Fragen, die auch Virginia Woolf während der Zeit des Schreibens beschäftigt haben werden. Sie hatte ebenfalls abgeschieden gelebt, um ihren kranken Vater zu pflegen, war 1911 nach langer Pause erstmals wieder Leonard Woolf begegnet und hatte ihn 1912 geheiratet.

## Erstausgabe
Virginia Woolf: The Voyage Out. Duckworth, London 1915.
deutsch unter dem Titel: Die Fahrt hinaus. S. Fischer, Frankfurt 1997.